# Liste von Windkraftanlagen in Spanien
Die Liste von Windkraftanlagen in Spanien bietet einen Überblick über die installierten Windkraftanlagen in Spanien, wobei der Schwerpunkt auf den installierten Windparks liegt. Als Windparks gelten Standorte mit drei oder mehr Anlagen. Anlagen mit Stahlfachwerkturm sind durch Kursivschrift gekennzeichnet. Wieder abgebaute Anlagen ohne Repowering am gleichen Standort sind durchgestrichen. Da laufend neue Windkraftanlagen errichtet werden, erhebt diese Liste keinen Anspruch auf Vollständigkeit. Datenbasis ist die interaktive Karte des spanischen Windenergie-Wirtschaftsverbandes AEE.

## Übersicht
| Name                                           | Baujahr                                           | Gesamt- leistung (MW) | Anzahl | Typ (WKA) | Ort                                 | Autonome Gemeinschaft | Provinz                | Koordinaten                   | Projektierer / Betreiber                                      | Bemerkungen |
| ---------------------------------------------- | ------------------------------------------------- | --------------------- | ------ | --- | ----------------------------------- | --------------------- | ---------------------- | ----------------------------- | ------------------------------------------------------------- | --- |
| Windkraftanlagen Aibar                         | 2007                                              | 3,0                   | 2      | Acciona AW1500/77 (2×) | Aibar                               | Navarra               | Navarra                | 42° 37′ 23″ N, 1° 21′ 36″ W   | Iberdrola                                                     | Eine Anlage 2009 havariert |
| Testwindkraftanlage Arinaga                    | 2013                                              | 5,0                   | 1      | Gamesa G128-5.0MW (1×) | Arinaga                             | Kanarische Inseln     | Las Palmas             | 27° 50′ 42″ N, 15° 23′ 49″ W  |                                                               | |
| Windkraftanlage Arteixo                        | 2004                                              | 0,85                  | 1      | Gamesa G52-850kW (1×) | Arteixo                             | Galicien              | A Coruña               | 43° 19′ 9″ N, 8° 30′ 12″ W    | Zara                                                          | |
| Windkraftanlage Barrax                         | 2005                                              | 3,6                   | 1      | GE Wind Energy 3.6sl (1×) | Barrax                              | Kastilien-La Mancha   | Albacete               | 39° 5′ 24″ N, 2° 11′ 47″ W    |                                                               | erste Binnenlandanlage des Typs |
| Windkraftanlage Cadrete                        | 2008                                              | 1,67                  | 1      | Alstom Ecotecnia ECO 80/1670 (1×) | Cadrete                             | Aragón                | Zaragoza               | 41° 33′ 22″ N, 0° 57′ 17″ W   | Las Navarricas de Bordón                                      | |
| Windkraftanlage Carnota                        | 1996                                              | 0,08                  | 1      | Lagerwey LW 18/80 (1×) | Carnota                             | Galicien              | A Coruña               | 41° 33′ 22″ N, 0° 57′ 17″ W   | Propetan                                                      | Zweiflügler, mittlerweile abgebaut, Ersatz durch Kleinwindkraftanlage |
| Windkraftanlagen Ciguñuela                     | 2022                                              | 10,0                  | 2      | Siemens Gamesa SG 5.0-145 (2×) | Ciguñuela                           | Kastilien und León    | Valladolid             | 41° 38′ 51″ N, 4° 52′ 54″ W   |                                                               | |
| Windkraftanlagen Corralejo                     | 2010                                              | 1,7                   | 2      | Gamesa G52-850kW (2×) | Costa Calma                         | Kanarische Inseln     | Las Palmas             | 28° 44′ 50″ N, 14° 52′ 27″ W  |                                                               | |
| Windkraftanlage Cotío                          | 2011                                              | 3,0                   | 1      | Vestas V112-3.0MW (1×) | Campoo de Enmedio                   | Kantabrien            | Kantabrien             | 42° 57′ 36″ N, 4° 5′ 49″ W    | Vestas                                                        | |
| Windkraftanlagen Epína                         | 1993                                              | 0,36                  | 2      | Made Endesa AE-23/180 (2×) | La Gomera                           | Kanarische Inseln     | Santa Cruz de Tenerife | 28° 10′ 6″ N, 17° 18′ 21″ W   |                                                               | |
| Windkraftanlage Figueruelas                    | 2024                                              | 6,8                   | 1      | Nordex N163/6800 (1×) | Figueruelas                         | Aragón                | Zaragoza               | 41° 45′ 34″ N, 1° 9′ 55″ W    | Prosolia                                                      | Errichtet auf dem Werksgelände des Opel-Werkes Figueruelas |
| Windkraftanlagen Fuentes de Ebro               | 2021                                              | 8,4                   | 2      | Vestas V136-4.2MW (2×) | Fuentes de Ebro                     | Aragón                | Zaragoza               | 41° 29′ 24″ N, 0° 39′ 2″ W    |                                                               | |
| Windkraftanlagen Jaulín                        | 2009 2011                                         | 9,0                   | 2      | Gamesa G128-4.5MW (2×) | Jaulín                              | Aragón                | Zaragoza               | 41° 26′ 43″ N, 1° 1′ 29″ W    |                                                               | Prototyp der Gamesa G128-4.5MW |
| Windkraftanlagen Juan Adalid                   | 1994 2012                                         | 1,6                   | 2      | Enercon E-48 (2×) | Garafía                             | Kanarische Inseln     | Santa Cruz de Tenerife | 28° 50′ 21″ N, 17° 54′ 34″ W  | Enel GreenPower                                               | 2012 Repowering (2× Enercon E-48 statt 7× Made Endesa AE-23/180) |
| Windkraftanlage La Llacuna                     | 2001                                              | 0,23                  | 1      | Enercon E-30/2.30 (1×) | La Llacuna                          | Katalonien            | Barcelona              | 41° 28′ 41″ N, 1° 31′ 29″ O   |                                                               | |
| Windkraftanlagen Marracos                      | 2023                                              | 11,8                  | 2      | Nordex N155/5900 (2×) | Marracos                            | Aragón                | Huesca                 | 42° 5′ 0″ N, 0° 47′ 1″ W      | Repsol                                                        | |
| Windkraftanlage Medina del Campo               | 1992                                              | 0,18                  | 1      | Made Endesa AE-23/180 (1×) | Medina del Campo                    | Kastilien und León    | Valladolid             | 41° 19′ 10″ N, 4° 54′ 11″ W   |                                                               | außer Betrieb, errichtet auf dem ehemaligen Werksgelände von Made Endesa |
| Windkraftanlagen Niñons                        | 2005                                              | 3,34                  | 2      | Ecotecnia ECO 74/1670 (2×) | Ponteceso                           | Galicien              | A Coruña               | 43° 16′ 57″ N, 8° 54′ 39″ W   |                                                               | |
| Testwindkraftanlage Orcoyen                    | 2023                                              | 5,7                   | 1      | Nordex N149/5700 (1×) | Orcoyen                             | Navarra               | Navarra                | 42° 49′ 41″ N, 1° 44′ 59″ W   | RWE                                                           | weitere Anlagen geplant |
| Windkraftanlage Padul                          | 2019                                              | 2,5                   | 1      | Vensys 120/2500 (1×) | Lecrín                              | Andalusien            | Granada                | 42° 49′ 41″ N, 1° 44′ 59″ W   |                                                               | derzeit höchstgelegene Windkraftanlage Spaniens |
| Windkraftanlage Rueda de Jalón                 | 1989                                              | 0,03                  | 1      | Ecotecnia ECO 12/30 (1×) | Rueda de Jalón                      | Aragón                | Zaragoza               | 41° 39′ 16″ N, 1° 17′ 43″ W   |                                                               | errichtet an der Schnellfahrstrecke Madrid-Barcelona, seit ihrer Inbetriebnahme im Jahr 2003 außer Betrieb, jedoch noch aufgebaut |
| Windkraftanlage Tarifa                         | 1993 1996 1997 1999                               | 1,65                  | 1      | Vestas V66-1.65MW (1×) | Tarifa                              | Andalusien            | Cádiz                  | 41° 39′ 16″ N, 1° 17′ 43″ W   | Proasego                                                      | früher südlichste Windkraftanlage Spaniens, 2012 Rückbau von je 1× Ecotecnia ECO 28/225, Ecotecnia ECO 48/750 sowie 2× Ecotecnia ECO 44/600, 2023 Rückbau der letzten Windkraftanlage |
| Windkraftanlagen Vandellós                     | 1999                                              | 2,6                   | 2      | Nordex N60/1300 (2×) | Vandellós                           | Katalonien            | Tarragona              | 41° 3′ 14″ N, 0° 48′ 20″ O    |                                                               | |
| Windkraftanlagen Veciana                       | 1984                                              | 0,03                  | 2      | Ecotecnia ECO 12/15 (2×) | Veciana                             | Katalonien            | Barcelona              | 41° 40′ 11″ N, 1° 26′ 6″ O    |                                                               | |
| Windkraftanlage Vilopriu                       | 1984                                              | 0,012                 | 1      | Ecotecnia ECO 12/15 (1×) | Vilopriu                            | Katalonien            | Girona                 | 42° 5′ 57″ N, 2° 59′ 9″ O     |                                                               | erste Windkraftanlage des Herstellers Ecotecnia |
| Windkraftanlagentestfeld Alaiz                 | 2012 2013 2014 2015 2016 2017 2019 2021 2022 2023 | 22,6                  | 5      | Acciona AW3000/116 (1×) Gamesa G132-5.0MW (1×) Gamesa G132-3.3MW (1×) Siemens Gamesa SG 4.5-145 (1×) Siemens Gamesa SG 5.8-155 (1×)                                   | Unzué Noáin                         | Navarra               | Navarra                | 42° 41′ 35″ N, 1° 33′ 31″ W   | CENER, Siemens Gamesa                                         | Errichtet auf der Sierra de Alaiz, betrieben durch das Centro Nacional de Energías Renovables (CENER; Nationales Zentrum für Erneuerbare Energien), die Gamesa G132-5.0MW hatte bis 2016 die Rotorblätter einer G128-5.0MW, inzwischen abgebaute Anlagen: 1× Gamesa G87-2MW, 1× Gamesa G97-2.0MW, 1× Gamesa G114-2.0MW sowie 1× Siemens Gamesa SG 4.7-155 |
| Windpark Alba de Tormes                        | 2015                                              | 4,5                   | 3      | Vensys 77/1500 (3×) | Alba de Tormes                      | Kastilien und León    | Salamanca              | 40° 48′ 6″ N, 5° 29′ 44″ W    | ABO Wind                                                      | ursprünglich waren an diesem Standort 3× MTorres TWT-1.5-77 geplant |
| Windpark Aldeavieja                            | 2000 2024-2025                                    | 24,0                  | 4      | Siemens Gamesa SG 6.0-155 (4×) | Santa María del Cubillo             | Kastilien und León    | Ávila                  | 40° 42′ 56″ N, 4° 27′ 23″ W   | Endesa                                                        | 2024-2025 Repowering (4× Siemens Gamesa SG 6.0-155 statt 22× Gamesa G47-660kW) |
| Windpark Alentisque                            | 2006                                              | 46,0                  | 31     | Vestas V82-1.65MW (31×) | Almazán                             | Kastilien und León    | Soria                  | 41° 24′ 42″ N, 2° 20′ 23″ W   | Eolia                                                         | |
| Windpark Allo de Abara                         | 2007                                              | 6,0                   | 3      | Gamesa G90-2MW (3×) | Coaña                               | Asturien              | Asturien               | 43° 31′ 10″ N, 6° 47′ 13″ W   | Acciona Energía                                               | |
| Windpark Almaren                               | 2005                                              | 11,9                  | 14     | Gamesa G58-850kW (14×) | Sestrica                            | Aragón                | Zaragoza               | 41° 27′ 51″ N, 1° 37′ 26″ W   | Eslasa                                                        | |
| Windpark Almatret                              | 2011 2012                                         | 57,0                  | 19     | Alstom Ecotecnia ECO 110/3000 (3×) Acciona AW3000/116 (16×) | Almatret                            | Katalonien            | Lleida                 | 41° 16′ 58″ N, 0° 25′ 43″ O   | P.E. Coll del Panissot, Acciona                               | |
| Windpark Almendros                             | 2004                                              | 48,04                 | 26     | Ecotecnia ECO 80/1670 (12×) Gamesa G90-2MW (14×) | Jumilla                             | Murcia                | Murcia                 | 38° 39′ 27″ N, 1° 26′ 6″ W    | ERRM                                                          | |
| Windpark Andella                               | 2023                                              | 50,0                  | 10     | Siemens Gamesa SG 5.0-145 (10×) | Navaleno                            | Kastilien und León    | Soria                  | 41° 51′ 59″ N, 2° 54′ 7″ W    | ABO Wind                                                      | |
| Windpark Arinaga                               | 1991                                              | 0,56                  | 5      | Vestas V25-200kW (1×) Vestas V19-90kW (4×) | Arinaga                             | Kanarische Inseln     | Las Palmas             | 27° 51′ 3″ N, 15° 24′ 25″ W   |                                                               | Bei den Vestas V19-90kW wurden die Rotoren bereits demontiert |
| Nearshore-Windpark El Abra                     | 2007                                              | 10,0                  | 5      | Gamesa G80-2MW (5×) | Zierbena                            | Baskenland            | Vizcaya                | 43° 22′ 26″ N, 3° 5′ 28″ W    |                                                               | Errichtet im Hafen Bilbao |
| Windpark Barásoain                             | 2000 2004 2005 2012 2017 2018                     | 84,0                  | 35     | Acciona AW1500/77 (7×) Acciona AW1500/82 (7×) Acciona AW3000/116 (3×) Acciona AW3000/125 (2×) Acciona AW3000/132 (5×) Acciona AW3000/140 (5×) Acciona AW3000/148 (6×) | Artajona Barásoain                  | Navarra               | Navarra                | 42° 36′ 21″ N, 1° 40′ 14″ W   | Nordex Acciona                                                | Testgelände des Herstellers Acciona |
| Windpark Barbers                               | 2004-2005                                         | 30,0                  | 12     | Nordex N80/2500 (12×) | Ascó Mora de Ebro                   | Katalonien            | Tarragona              | 41° 8′ 14″ N, 0° 35′ 25″ O    | Eolia                                                         | |
| Windpark Boira                                 | 2010                                              | 34,5                  | 23     | Acciona AW1500/77 (23×) | Jarafuel                            | Valencia              | Valencia               | 39° 9′ 47″ N, 1° 7′ 0″ W      | Acciona                                                       | |
| Windpark Borja                                 | 2011 2016                                         | 11,0                  | 3      | Gamesa G128-4.5MW (2×) Gamesa G114-2.0MW (1×) | Borja                               | Aragón                | Zaragoza               | 41° 54′ 8″ N, 1° 30′ 35″ W    |                                                               | |
| Windpark Cabeza del Conde                      | 2007                                              | 8,0                   | 4      | Gamesa G87-2MW (4×) | Madridejos                          | Kastilien-La Mancha   | Toledo                 | 39° 31′ 59″ N, 3° 30′ 58″ W   | Eolia                                                         | |
| Windpark Cabo Vilán                            | 1991 1992 2003 2016                               | 13,8                  | 8      | Navantia 1300/55 (6×) Vestas V90-3MW (2×) | Camariñas                           | Galicien              | A Coruña               | 43° 9′ 9″ N, 9° 12′ 30″ W     | Naturgy                                                       | 2003 Repowering (1× Navantia 1300/55 statt 1× AWEC-60/1200), 2016 weiteres Repowering (2× Vestas V90-3MW statt 17× Made Endesa AE-23/180, 3× Vestas V20-100kW und 2× Vestas V25-200kW) |
| Windpark Cadreita                              | 2020                                              | 110,88                | 32     | Siemens Gamesa SG 3.4-132 (32×) | Cadreita Valtierra                  | Navarra               | Navarra                | 42° 14′ 32″ N, 1° 38′ 30″ W   | Iberdrola                                                     | |
| Windpark Campanillas                           | 1999 2020 2022                                    | 80,4                  | 61     | Ecotecnia ECO 48/700 (45×) Acciona AW3000/148 (15×) Nordex N131/3900 (1×)                                                                                             | Campanillas                         | Navarra               | Navarra                | 42° 3′ 49″ N, 1° 32′ 40″ W    | Grupo Enhol                                                   | 2022 Repowering (1× Nordex N131/3900 statt 5× Ecotecnia ECO 48/700) |
| Windpark Campoliva                             | 2019                                              | 95,97                 | 27     | Siemens Gamesa SG 2.0-114 (4×) Siemens Gamesa SG 3.4-132 (23×) | Villamayor de Gállego               | Aragón                | Zaragoza               | 41° 40′ 56″ N, 0° 42′ 38″ W   | Sistemas Energéticos Campoliva                                | |
| Windpark Canredondo                            | 2008                                              | 28,0                  | 14     | Gamesa G83-2MW (14×) | Canredondo                          | Kastilien-La Mancha   | Guadalajara            | 40° 48′ 19″ N, 2° 32′ 31″ W   | Naturgy                                                       | |
| Windpark Caramonte                             | 2007                                              | 49,9                  | 22     | Nordex N90/2300 (22×) | Medinaceli Benamira                 | Kastilien und León    | Soria                  | 41° 6′ 29″ N, 2° 25′ 28″ W    | Eolia                                                         | Errichtet an der A-2 |
| Windpark Carrecastro                           | 2019                                              | 10,5                  | 4      | Siemens Gamesa SG 2.6-114 (4×) | Tordesillas                         | Kastilien und León    | Valladolid             | 41° 35′ 27″ N, 4° 58′ 14″ W   | Naturgy                                                       | |
| Windpark Casa                                  | 2009                                              | 29,9                  | 13     | Siemens SWT-2.3-82 VS (13×) | Vilalba                             | Galicien              | Lugo                   | 43° 13′ 22″ N, 7° 46′ 55″ W   | Enel                                                          | |
| Windpark Cerro de la Higuera                   | 2008                                              | 46,0                  | 23     | Gamesa G87-2MW (23×) | Teba                                | Andalusien            | Málaga                 | 36° 55′ 37″ N, 4° 52′ 45″ W   | Iberdrola                                                     | |
| Windpark Cofrentes                             | 2019                                              | 49,79                 | 13     | GE Wind Energy 3.83-130 (13×) | Cofrentes                           | Valencia              | Valencia               | 39° 14′ 28″ N, 1° 8′ 29″ W    | P.E. Cofrentes S.L.U.                                         | |
| Windpark Corme                                 | 1999-2000 2020                                    | 18,375                | 7      | Siemens Gamesa SG 2.6-114 (7×) | Bergantiños                         | Galicien              | A Coruña               | 43° 17′ 5″ N, 8° 57′ 7″ W     | EDP Renováveis                                                | 2020 Repowering (7× Siemens Gamesa SG 2.6-114 statt 61× DESA A300) |
| Windpark Corral del Molino                     | 2022-2023                                         | 29,0                  | 5      | GE Wind Energy 5.8-158 (5×) | Tudela Corella                      | Navarra               | Navarra                | 42° 6′ 53″ N, 1° 39′ 44″ W    | Enerfín                                                       | |
| Windpark Cortes-Buñuel                         | 2020-2021 2023                                    | 104,6                 | 24     | Siemens Gamesa SG 3.4-132 (14×) Nordex N149/5700 (10×) | Cortes de Navarra Buñuel            | Navarra               | Navarra                | 41° 56′ 41″ N, 1° 28′ 16″ W   |                                                               | Errichtet beiderseits der AP-68 |
| Windpark Costa Calma                           | 1994                                              | 11,0                  | 45     | Made Endesa AE-23 (45×) | Costa Calma                         | Kanarische Inseln     | Las Palmas             | 28° 9′ 41″ N, 14° 14′ 49″ W   |                                                               | |
| Windpark Cruz de Hierro                        | 2001                                              | 21,12                 | 26     | Gamesa G47-660kW (22×) Gamesa G66-1.65MW (4×) | Santa María del Cubillo Villacastín | Kastilien und León    | Ávila Segovia          | 40° 43′ 1″ N, 4° 26′ 3″ W     | EDP Renováveis                                                | eine Gamesa G66-1.65MW 2017 havariert |
| Windpark Cuarte                                | 2006 2025                                         | 0,675                 | 3      | Vestas V29-225kW (1×) Vestas V27-225kW (2×) | Cuarte                              | Aragón                | Huesca                 | 42° 6′ 19″ N, 0° 27′ 39″ W    | Parque de inovaciones de Aragón                               | Errichtet an der A-23, 2025 Rückbau von je 1× Enercon E-32 und Lagerwey LW 15/75 und Ersatz durch 2× Vestas V27-225kW |
| Windpark Cuevas de Velasco                     | 2021-2022                                         | 104,5                 | 19     | GE Wind Energy 5.5-158 (19×) | Torrejoncillo del Rey               | Kastilien-La Mancha   | Cuenca                 | 40° 0′ 19″ N, 2° 31′ 7″ W     | ABO Wind                                                      | |
| Windpark Dos Pueblos                           | 2007                                              | 20,0                  | 10     | Gamesa G87-2MW (10×) | Bañuelos Miedes de Atienza          | Kastilien-La Mancha   | Guadalajara            | 41° 16′ 59″ N, 2° 56′ 29″ W   | Iberdrola                                                     | |
| Windpark Dueñas                                | 2006                                              | 3,4                   | 4      | Gamesa G58-850kW (4×) | Dueñas                              | Kastilien und León    | Palencia               | 41° 53′ 53″ N, 4° 32′ 20″ W   |                                                               | |
| Windpark Elgea                                 | 2003                                              | 2,55                  | 3      | Gamesa G52-850kW (3×) | Bríncola-Oñate                      | Baskenland            | Guipúzcoa              | 42° 57′ 39″ N, 2° 30′ 24″ W   | Eolicas de Euskadi                                            | |
| Windpark El Cabrito                            | 1993-1995 2018-2019                               | 30,0                  | 12     | Acciona AW1500/70 (4×) Nordex N100/3300 (8×) | Tarifa                              | Andalusien            | Cádiz                  | 36° 2′ 53″ N, 5° 34′ 5″ W     | Acciona Energía                                               | bei Errichtung größter Windpark in Europa, 2018-2019 Repowering (4× Acciona AW1500/70 und 8× Nordex N100/3300 statt 90× Kenetech KVS-33/330) |
| Windpark El Cayo                               | 2001                                              | 24,75                 | 33     | Made Endesa AE-52/750 (33×) | Oncala San Pedro Manrique           | Kastilien und León    | Soria                  | 42° 1′ 35″ N, 2° 21′ 54″ W    | CETASA                                                        | |
| Windpark El Perdón                             | 1994                                              | 5,0                   | 10     | Gamesa G39-500kW (10×) | Zariquiegui                         | Navarra               | Navarra                | 42° 43′ 58″ N, 1° 42′ 58″ W   | Acciona Energía                                               | Erster Windpark von Acciona Energía |
| Windpark El Pilar-La Plana                     | 1996 2001 2013                                    | 48,15                 | 67     | Gamesa G42-600kW (35×) Gamesa G44-600kW (25×) Gamesa G52-850kW (1×) Gamesa G66-1.65MW (2×) Gamesa G80-2MW (2×) Gamesa G97-2.0MW (2×)                                  | La Muela                            | Aragón                | Zaragoza               | 41° 32′ 40″ N, 1° 5′ 19″ W    | Corporación Eólica de Zaragoza, Sistemas Energéticos La Muela | |
| Windpark Esteras de Medinaceli                 | 2009 2010                                         | 31,8                  | 18     | Acciona AW1500/77 (10×) Suzlon S.88-2100 (8×) | Medinaceli                          | Kastilien und León    | Soria                  | 41° 5′ 25″ N, 2° 27′ 46″ W    | Eolia                                                         | |
| Windpark Garriguella                           | 1984                                              | 0,12                  | 5      | Ecotecnia ECO 12/24 (5×) | Garriguella                         | Katalonien            | Girona                 | 42° 20′ 36″ N, 3° 2′ 54″ O    |                                                               | erster Windpark Spaniens, 2001 abgebaut, neuer Windpark mit 9 Anlagen geplant |
| Windpark GECAMA                                | 2021-2022                                         | 329,0                 | 69     | Nordex N155/4800 (69×) | Atalaya del Cañavate Honrubia Tébar | Kastilien-La Mancha   | Cuenca                 | 39° 32′ 13″ N, 2° 11′ 18″ W   | Enlight Energy                                                | |
| Windpark Huéneja                               | 2007 2014                                         | 51,5                  | 26     | Gamesa G90-2MW (25×) Eozen 1500/77 (1×) | Huéneja                             | Andalusien            | Granada                | 37° 12′ 43″ N, 2° 57′ 11″ W   | Iberdrola, EBLADES Technology                                 | Prototyp und einzoge Anlage der Eozen 1500/77 |
| Windpark Ignacio Molina                        | 2002 2008                                         | 14,3                  | 10     | Gamesa G52-850kW (6×) Enercon E-70 (4×) | Casares                             | Andalusien            | Málaga                 | 36° 25′ 11″ N, 5° 17′ 5″ W    | Grupo Enhol                                                   | |
| Windpark Iniesta                               | 2004                                              | 7,5                   | 3      | Nordex N80/2500 (3×) | Iniesta                             | Kastilien-La Mancha   | Albacete               | 39° 26′ 41″ N, 1° 43′ 3″ W    |                                                               | |
| Windpark La Cámara                             | 2012                                              | 18,0                  | 4      | Gamesa G128-4.5MW (4×) | Teba                                | Andalusien            | Málaga                 | 27° 54′ 1″ N, 15° 23′ 18″ W   | Gamesa                                                        | |
| Windpark La Fatarella                          | 2011                                              | 48,3                  | 21     | Siemens SWT-2.3-93 (21×) | La Fatarella                        | Katalonien            | Tarragona              | 41° 10′ 24″ N, 0° 30′ 1″ O    | Bon Vent del Ebre, EDP Renováveis                             | |
| Windpark La Florida                            | ?                                                 | 2,64                  | 4      | Made Endesa AE-46/I (4×) | Agüimes                             | Kanarische Inseln     | Las Palmas             | 27° 54′ 1″ N, 15° 23′ 18″ W   | Soslaires Canarias SA                                         | |
| Windpark La Loma                               | 2011-2012                                         | 36,0                  | 12     | Sinovel SL-3000/113 (12×) | Aliaga                              | Aragón                | Teruel                 | 40° 45′ 21″ N, 0° 44′ 8″ W    | Comiolica                                                     | |
| Windpark La Muela                              | 1987 1997 1998 2003                               | 109,38                | 147    | DESA 30 (1×) Nordtank NTK 600/43 (1×) NEG Micon NM48/750 (145×) | La Muela                            | Aragón                | Zaragoza               | 41° 34′ 15″ N, 1° 7′ 17″ W    | BayWa r.e., Iberdrola, Museo del Viento                       | früheres Testfeld für Windkraftanlagen, 12× GESA MADE AE-15/75 und 1× DESA 30 im Jahr 2005 abgebaut, eine weitere DESA 30 wurde vor 2000 abgebaut und am 2004 eröffneten Windenergiemuseum errichtet, 2020 Rückbau einer weiteren DESA 30 |
| Windpark La Sotonera                           | 2005                                              | 18,9                  | 12     | Vestas V72-1.5MW (6×) Vestas V82-1.65MW (6×) | Gurrea de Gállego Alcalá de Gurrea  | Aragón                | Huesca                 | 42° 5′ 11″ N, 0° 42′ 22″ W    |                                                               | |
| Windpark La Unión                              | 1998                                              | 5,28                  | 8      | Made Endesa AE-46/I (8×) | La Unión                            | Murcia                | Murcia                 | Koordinaten fehlen! Hilf mit. | PE La Unión                                                   | Errichtet an ehemaliger Tagebaustätte |
| Windpark Las Llanas de Codés                   | 2001 2003 2004 2005 2025-2026                     | 177,4                 | 125    | Acciona AW1500/77 (42×) Gamesa G52-850kW (12×) Lagerwey LW 50/750 (50×) GE Wind Energy 1.5s (13×) Nordex N163/5900 (8×)                                               | Aguilar de Codés Aras Azuelo        | Navarra               | Navarra                | 42° 36′ 8″ N, 2° 23′ 17″ W    | Acciona Energía, EHN                                          | Erweiterung derzeit in Bau (8× Nordex N163/5900) |
| Windpark Las Mareas                            | 2025                                              | 100,0                 | 18     | Nordex N163/5500 (18×) | Mequinenza                          | Aragón                | Zaragoza               | 41° 19′ 4″ N, 0° 15′ 4″ O     | Capital Energy                                                | |
| Windpark Larraga                               | 2023-2024                                         | 9,9                   | 3      | Acciona AW3300/140 (3×) | Larraga                             | Navarra               | Navarra                | 42° 31′ 59″ N, 1° 47′ 30″ W   | Agrowind Navarra                                              | Erweiterung geplant |
| Windpark Las Navas-Navazuelo-Alto de Cartagena | 2001-2002                                         | 48,84                 | 74     | Made Endesa AE-46/I (74×) | Las Navas del Marqués Villacastín   | Kastilien und León    | Ávila Segovia          | 40° 38′ 5″ N, 4° 21′ 41″ W    | Endesa                                                        | |
| Windpark Magaz-Mirasierra                      | 2003 2008 2012                                    | 16,45                 | 24     | Made Endesa AE-56/800 (5×) Vestas V90-2MW (15×) Gamesa G87-2.0MW (4×)                                                                                                 | Magaz de Pisuerga                   | Kastilien und León    | Palencia               | 41° 59′ 36″ N, 4° 29′ 35″ W   | Eólica Mirasierra, Naturgy                                    | |
| Windpark Mallén                                | 2006                                              | 30,0                  | 15     | Vestas V90-2MW (15×) | Mallén                              | Aragón                | Zaragoza               | 41° 53′ 12″ N, 1° 23′ 21″ W   | Viesgo Renovables                                             | errichtet an der A-68 |
| Windpark Malpica                               | 1997 2002 2017                                    | 16,45                 | 7      | Enercon E-92 (7×) | Malpica de Bergantiños              | Galicien              | A Coruña               | 43° 18′ 50″ N, 8° 53′ 32″ W   | Statkraft                                                     | 2017 Repowering (7× Enercon E-92 statt 67× Ecotecnia ECO 28/225 und 2× Ecotecnia ECO 48/750) |
| Windpark Maranchón                             | 2008-2009 2010                                    | 208,0                 | 104    | Gamesa G87-2MW (12×) Gamesa G90-2MW (92×) | Maranchón Luzón Clares              | Kastilien-La Mancha   | Guadalajara            | 41° 4′ 11″ N, 2° 13′ 48″ W    | Iberdrola                                                     | Bei Errichtung größter Windpark Spaniens |
| Windpark Matabuey                              | 2009                                              | 14,4                  | 8      | Vestas V90-1.8MW (8×) | Garcihernández                      | Kastilien und León    | Salamanca              | 40° 52′ 5″ N, 5° 26′ 4″ W     | RWE                                                           | |
| Windpark Merengue                              | 2019 2022-2023                                    | 119,25                | 29     | Siemens Gamesa SG 2.6-126 (15×) Nordex N149/5700 (14×) | Plasencia                           | Extremadura           | Provinz Cáceres        | 41° 13′ 51″ N, 2° 29′ 6″ W    | Naturgy                                                       | errichtet entlang der A-66, erster Windpark in Extremadura |
| Windpark Es Milà                               | 2004                                              | 2,4                   | 3      | Made Endesa AE-59/800 (3×) | Mahón                               | Balearische Inseln    | Balearische Inseln     | 39° 55′ 5″ N, 4° 15′ 29″ O    |                                                               | Einziger Windpark auf den Balearischen Inseln, 2022 Rückbau einer weiteren Anlage, 2023 stillgelegt und 2025 vollständig abgebaut, Ersatz durch größere Anlagen geplant |
| Windpark Miñón                                 | 2019                                              | 24,0                  | 6      | Enercon E-126 EP3 4.0 (6×) | Vimianzo                            | Galicien              | A Coruña               | 43° 7′ 56″ N, 8° 59′ 5″ W     | Greenalia                                                     | |
| Windpark Monclues                              | 2010                                              | 74,0                  | 37     | Vestas V90-2MW (37×) | La Granadella                       | Katalonien            | Lleida                 | 41° 21′ 15″ N, 0° 36′ 45″ O   | Tarraco Eolicas, Eolia                                        | |
| Windpark Montaña Pelada                        | 2001                                              | 4,6                   | 7      | Made Endesa AE-46/I (7×) | Galdar                              | Kanarische Inseln     | Las Palmas             | 28° 9′ 10″ N, 15° 41′ 3″ W    | Agragua S.A.                                                  | |
| Windpark Montecillo                            | 2023                                              | 37,1                  | 7      | GE Wind Energy 5.3-158 (7×) | Corella                             | Navarra               | Navarra                | 42° 6′ 19″ N, 1° 49′ 59″ W    | Green Power                                                   | |
| Windpark Montes de Cierzo-La Serna             | 2000 2025                                         | 64,0                  | 10     | Nordex N163/6400 (10×) | Corella Tudela                      | Navarra               | Navarra                | 42° 5′ 30″ N, 1° 41′ 38″ W    | Statkraft                                                     | errichtet beiderseits der AP-68, 2025 Repowering (10× Nordex N163/6400 statt 84× Ecotecnia ECO 44/600) |
| Windpark Muel                                  | 1998 2025                                         | 19,8                  | 3      | Siemens Gamesa SG 6.6-155 (3×) | Muel                                | Aragón                | Zaragoza               | 41° 30′ 37″ N, 1° 8′ 1″ W     | RWE                                                           | 2025 Repowering (3× Siemens Gamesa SG 6.6-155 statt 27× Nordtank NTK 600/43) |
| Windpark Oriche-Pelarda                        | 2019 2020                                         | 45,8                  | 11     | Vestas V136-4.2MW (7×) Siemens Gamesa SG 3.6-132 (4×) | Allueva Fonfría                     | Aragón                | Teruel                 | 40° 58′ 53″ N, 1° 0′ 45″ W    | Enel GreenPower                                               | |
| Windpark Ourol                                 | 2019                                              | 22,5                  | 5      | Lagerwey L136-4.5MW (5×) | Ourol                               | Galicien              | Lugo                   | 43° 33′ 41″ N, 7° 37′ 15″ W   | Greenalia                                                     | |
| Windpark Parideras                             | 2019                                              | 23,1                  | 11     | Siemens Gamesa SG 2.1-114 (11×) | Medinaceli Yelo                     | Kastilien und León    | Soria                  | 41° 13′ 51″ N, 2° 29′ 6″ W    | Eolia                                                         | |
| Windpark Plasencia de Jalón                    | 1999 2002 2019                                    | 92,19                 | 65     | Nordex N43/600 (20×) Gamesa G47-660kW (27×) Siemens Gamesa SG 3.4-132 (18×)                                                                                           | Plasencia de Jalón                  | Aragón                | Zaragoza               | 41° 5′ 25″ N, 2° 27′ 46″ W    | Eolia                                                         | |
| Windpark Portillo                              | 2019-2020                                         | 82,8                  | 22     | GE Wind Energy 3.65-130 (2×) GE Wind Energy 3.7-130 (2×) GE Wind Energy 3.73-130 (8×) GE Wind Energy 3.82-130 (4×) GE Wind Energy 3.83-130 (6×)                       | La Muela María de Huerva            | Aragón                | Zaragoza               | 41° 33′ 8″ N, 1° 5′ 5″ W      | Alectoris Energía Sostenible                                  | errichtet teilweise an der A-23 |
| Windpark Pueyo                                 | 2006                                              | 6,0                   | 3      | MTorres TWT2.0-87 (3×) | Pueyo                               | Navarra               | Navarra                | 42° 34′ 0″ N, 1° 40′ 13″ W    |                                                               | |
| Windpark Pujalt                                | 2011-2012 2017                                    | 86,35                 | 44     | Vestas V90-1.8MW (10×) Vestas V90-2MW (33×) Enercon E-103 EP2 (1×) | Pujalt Calaf Calonge de Segarra     | Katalonien            | Barcelona              | 41° 42′ 38″ N, 1° 25′ 59″ O   | Eolpop                                                        | |
| Windpark Punta Teno                            | ?                                                 | 1,08                  | 6      | Made Endesa AE-23/180 (6×) | Buenavista del Norte                | Kanarische Inseln     | Santa Cruz de Tenerife | 28° 21′ 38″ N, 16° 54′ 35″ W  |                                                               | |
| Windpark Puylobo                               | 2020                                              | 49,0                  | 14     | Siemens Gamesa SG 3.4-132 (14×) | Borja El Buste                      | Aragón                | Zaragoza               | 41° 54′ 35″ N, 1° 33′ 13″ W   | Iberdrola                                                     | |
| Windpark Reventones                            | 2006                                              | 34,0                  | 17     | Gamesa G80-2MW (17×) | Jumilla                             | Murcia                | Murcia                 | 38° 41′ 4″ N, 1° 24′ 18″ W    | ERRM                                                          | |
| Windpark Ribaforada-Ablitas                    | 2019                                              | 41,58                 | 12     | Acciona AW3465/132 (12×) | Ribaforada                          | Navarra               | Navarra                | 41° 58′ 21″ N, 1° 33′ 6″ W    | Grupo Enhol                                                   | Errichtet beiderseits der AP-68 |
| Windpark Robres-Alcubierre                     | 2010                                              | 26,0                  | 13     | Vestas V90-2MW (13×) | Robres                              | Aragón                | Huesca                 | 41° 51′ 56″ N, 0° 31′ 44″ W   |                                                               | |
| Windpark Roses                                 | 1990                                              | 0,9                   | 6      | Made Endesa AE-23/150 (6×) | Roses                               | Katalonien            | Girona                 | 42° 16′ 17″ N, 3° 13′ 28″ O   | ENHER                                                         | 2008 abgebaut |
| Windpark San Bartolomé                         | 1991                                              | 1,1                   | 5      | Vestas V27-225kW (5×) | San Bartolomé                       | Kanarische Inseln     | Las Palmas             | 28° 59′ 44″ N, 13° 35′ 47″ W  |                                                               | 2024 abgebaut |
| Windpark San Miguel de Muruarte                | 2005 2008                                         | 22,5                  | 11     | Gamesa G87-2MW (8×) MTorres TWT-1.5-77 (3×) | Olóriz/Oloritz Muruarte de Reta     | Navarra               | Navarra                | 42° 38′ 55″ N, 1° 39′ 40″ W   | Departamento de Energías Renovables de Navarra                | Errichtet an der AP-15, Brand einer Gamesa G87-2MW im Mai 2025 |
| Windpark Sant Antoni                           | 2010 2013                                         | 50,0                  | 20     | Fuhrländer FL 2500/100 (5×) Nordex N100/2500 (15×) | La Granadella                       | Katalonien            | Lleida                 | 41° 23′ 18″ N, 0° 36′ 35″ O   | Eolia                                                         | |
| Windpark Santa Engracia                        | 2024                                              | 63,8                  | 11     | Nordex N155/5800 (11×) | Santa Engracia del Jubera           | La Rioja              | La Rioja               | 42° 20′ 33″ N, 2° 16′ 41″ W   | SSE Renewables                                                | |
| Windpark Sasoplano                             | 2006                                              | 39,2                  | 49     | Gamesa G58-800kW (49×) | Almudévar                           | Aragón                | Huesca                 | 41° 55′ 54″ N, 0° 36′ 16″ W   | Enel GreenPower                                               | |
| Windpark Saúca                                 | 2012                                              | 16,0                  | 8      | Gamesa G90-2MW (8×) | Alcolea del Pinar                   | Kastilien-La Mancha   | Guadalajara            | 41° 0′ 28″ N, 2° 30′ 45″ W    | Acciona                                                       | |
| Windpark Sesnández                             | 2014                                              | 20,0                  | 10     | Gamesa G97-2.0MW (10×) | Riofrío de Aliste                   | Kastilien und León    | Zamora                 | 41° 48′ 18″ N, 6° 7′ 24″ W    | Renovalia                                                     | |
| Windpark Segura                                | 2023-2024                                         | 78,4                  | 14     | Siemens Gamesa SG 5.8-170 (5×) Nordex N155/5480 (9×) | Monforte de Moyuela                 | Aragón                | Teruel                 | 41° 2′ 48″ N, 1° 2′ 20″ W     | Desarrollos Eólicos Las Majas                                 | |
| Windpark Serra del Rubió                       | 2007                                              | 49,5                  | 33     | Acciona AW1500/77 (33×) | Igualada                            | Katalonien            | Barcelona              | 41° 39′ 56″ N, 1° 38′ 3″ O    |                                                               | |
| Windpark Sierra Ministra                       | 2009                                              | 25,2                  | 12     | Suzlon S.88-2100 (12×) | Medinaceli Torralba del Moral       | Kastilien und León    | Soria                  | 41° 7′ 37″ N, 2° 29′ 34″ W    | Eolia                                                         | |
| Windpark Solans                                | 2024                                              | 44,0                  | 20     | Vestas V120-2.2MW (20×) | Llardecans La Granadella            | Katalonien            | Lleida                 | 41° 23′ 6″ N, 0° 35′ 47″ O    | Eolia                                                         | |
| Windpark Soliedra                              | 2021                                              | 49,5                  | 6      | GE Wind Energy 3.6-137 (6×) | Soliedra                            | Kastilien und León    | Soria                  | 41° 26′ 51″ N, 2° 21′ 40″ W   | ABO Wind                                                      | Ursprünglich sollten an diesem Standort 6× Senvion 3.6M140 gebaut werden |
| Windpark Somozas                               | 2025-2026                                         | 46,4                  | 9      | Vestas V110-2.2MW (2×) Vestas V150-6.0MW (7×) | Somozas                             | Galicien              | A Coruña               | 43° 31′ 16″ N, 7° 52′ 33″ W   | Naturgy                                                       | 2025-2026 Repowering (2× Vestas V110-2.2MW und 7× Vestas V150-6.0MW statt 81× Ecotecnia ECO 44/600) |
| Windpark Sotillo-Tablares                      | 2017-2018 2019-2020                               | 57,5                  | 14     | Gamesa G126-2.5MW (5×) Siemens Gamesa SG 5.0-145 (9×) | Lumpiaque                           | Aragón                | Zaragoza               | 41° 38′ 52″ N, 1° 20′ 9″ W    | Villarmir                                                     | |
| Windpark Unzué                                 | 1998 2015                                         | 33,84                 | 52     | Gamesa G47-660kW (49×) Acciona AW1500/77 (3×) | Unzué                               | Navarra               | Navarra                | 42° 40′ 58″ N, 1° 34′ 36″ W   | EHN                                                           | 2015 Repowering (3× Acciona AW1500/77 statt 2× Gamesa G47-660kW und 1× Zond Z50-750) |
| Windpark Urano                                 | 2002                                              | 30,4                  | 38     | Made Endesa AE-56/800 (38×) | Villar del Río                      | Kastilien und León    | Soria                  | 42° 1′ 34″ N, 2° 22′ 6″ W     | DAESA                                                         | |
| Windpark Tauste                                | 2008 2012                                         | 11,0                  | 5      | Vestas V90-3MW (1×) Vestas V90-2MW (4×) | Tauste                              | Aragón                | Zaragoza               | 42° 1′ 56″ N, 1° 18′ 45″ W    |                                                               | |
| Windpark Txutxu                                | 2002                                              | 15,1                  | 25     | Enercon E-40/6.44 (23×) Enercon E-66/18.70 (2×) | Ujué                                | Navarra               | Navarra                | 42° 32′ 40″ N, 1° 31′ 17″ W   | Acciona Energía                                               | |
| Windpark Valverde                              | 2024-2025                                         | 49,5                  | 11     | Nordex N149/4500 (11×) | Villabrágima                        | Kastilien und León    | Valladolid             | 41° 49′ 5″ N, 5° 4′ 17″ W     | Naturgy                                                       | |
| Windpark Vedadillo                             | 2006 2012                                         | 58,5                  | 36     | Acciona AW1500/77 (33×) Acciona AW3000/116 (3×) | Falces                              | Navarra               | Navarra                | 42° 24′ 6″ N, 1° 49′ 47″ W    |                                                               | |
| Windpark Ventosa del Ducado                    | 2005                                              | 24,0                  | 12     | Gamesa G87-2MW (12×) | Medinaceli                          | Kastilien und León    | Soria                  | 41° 11′ 11″ N, 2° 28′ 29″ W   | Iberdrola                                                     | |
| Windpark Yelo                                  | 2011                                              | 10,0                  | 5      | Gamesa G87-2MW (5×) | Yelo                                | Kastilien und León    | Soria                  | 41° 12′ 4″ N, 2° 32′ 48″ W    |                                                               | |